# Finnország vasúti közlekedése
Az 1917-ig tartó orosz megszállás máig tartó hatásaként a finn vasútvonalak az ottanival megegyező 1524 mm-es széles nyomtávot alkalmazzák. Emiatt az 5794 km-es hálózatuk nem kapcsolódik a többi Európai Uniós ország hálózatához. Az alacsony népsűrűség, és a főleg fában gazdag országban igen alacsony a kétvágányú vasútvonalak részaránya. A hálózat alig tíz százaléka – 507 km – ilyen, ez is kizárólag Helsinki környékén található. A vasútvonalak villamosítása a relatíve kis forgalmú pályák ellenére töretlenül zajlik, napjainkra már a hálózat több mint felét - 3047 km-t - villamosították, és elér az északi sarkkörig is.

## A finn vasúti liberalizáció

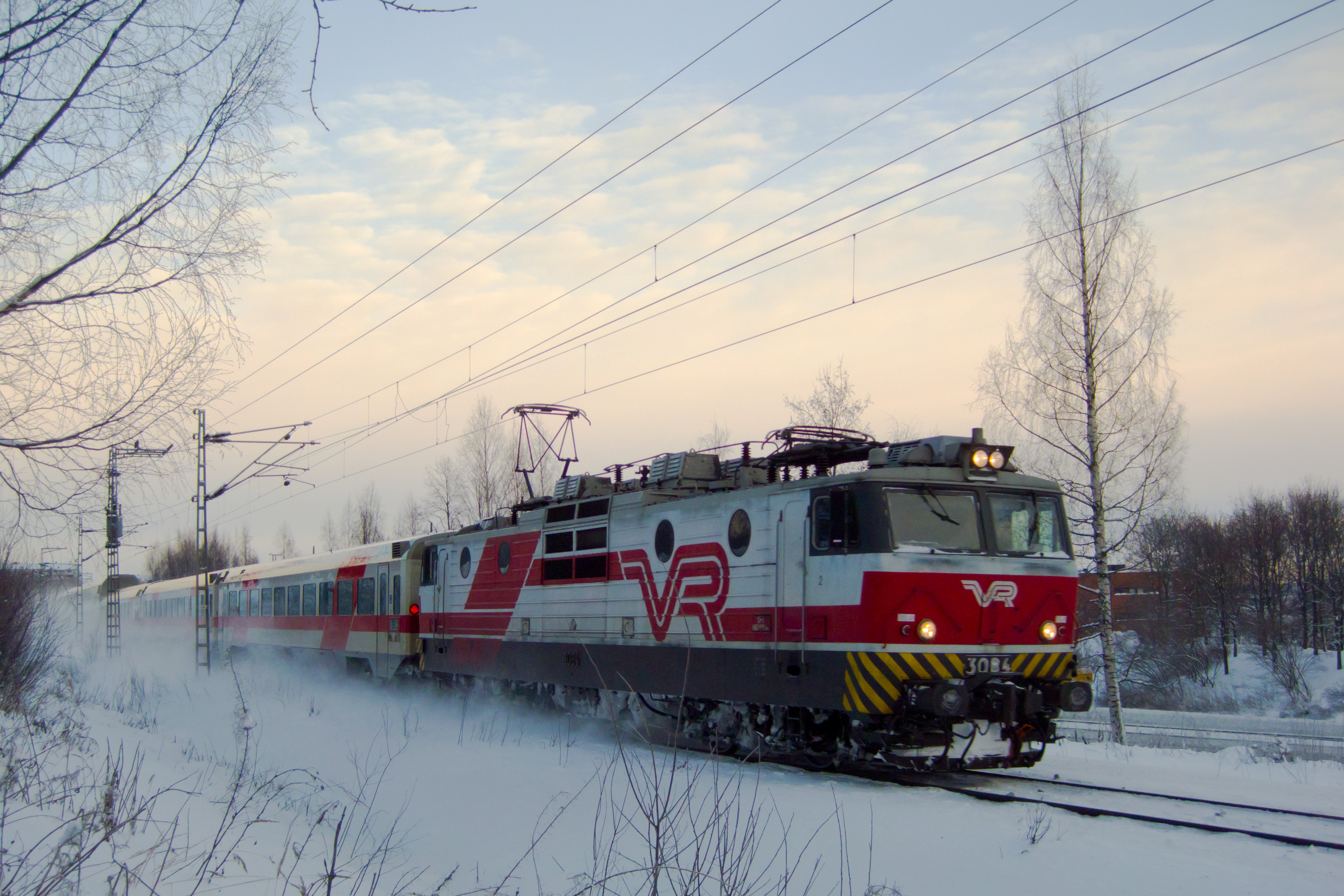
InterCity vonat Finnországban egy VR Sr1 sorozatú villamos mozdonnyal

A finnek mindig is élen jártak az EU-s joganyag átvételében. Nem meglepő hát, hogy az EU vasúti csomagjait is elsők között ültették át a hazai gyakorlatba. Tették azt annak ellenére, hogy a finn államvasút pozícióinak kikezdése elég reménytelen vállalkozásnak tűnik.
Egyik első lépésként a kisállomások pénztárait zárták be sorra, mert a személyszállítást végző és a forgalmat bonyolító üzletágak nem tudtak, nem akartak megegyezni egymással arról, hogy a forgalmista árulja a jegyeket, ahogy eddig. A technikai fejlődés iránt nyitott finn vasúttársaság azonban már e folyamat kezdete előtt sorra korlátozta a pénztárak számát, de főleg nyitvatartási idejét. Ebben partnerek lettek az utasok is, akiket az győzött meg a jegykiadó automaták igénybevételéhez, hogy abból olcsóbb a menetjegy. A kis helyeken a korszerű és drága pénztárak kiépítése már csak azért sem történik meg, mert a központi forgalomirányítás kiépítése miatt a pénztárt kezelő forgalmista állása is megszűnik hamarosan.
A vasútvonalak fenntartására létrehozták a VR-től független RHK nevű céget, amely száznál is kevesebb dolgozóval felügyeli és megrendeli a pályamunkák végzését, és biztosítja a menetvonalakat a VR számára, ami egyelőre az egyetlen vasútvállalat az országban.
A vasúti hatóságuk nemcsak az országban hivatalos finn és svéd nyelven teszi közzé hirdetményeit, közleményeit, tájékoztatóit, jelentéseit, hanem angolul is. E nagyvonalúság mutatóban sem jellemző más országra, különösen nem ilyen teljes körűen.

## Finnország vasúti személyszállítása

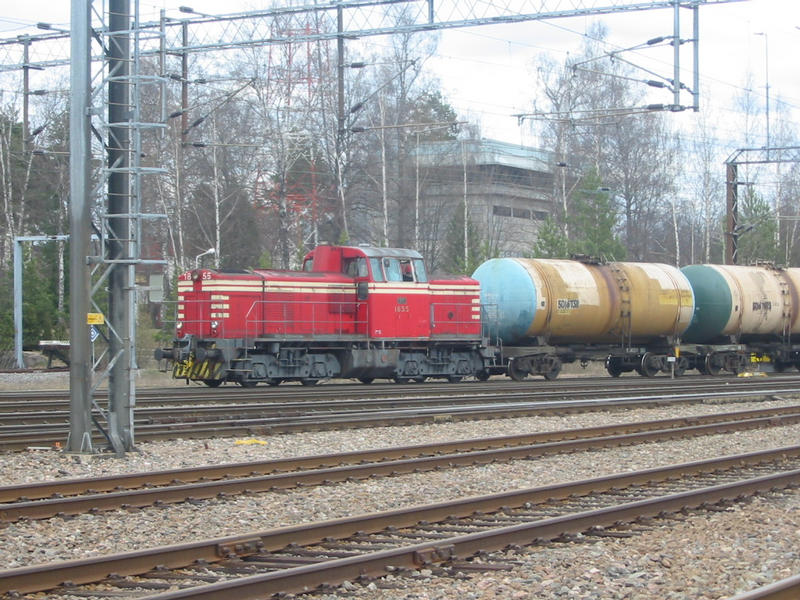
Tehervonat egy VR Dr14 sorozatú dízelmozdonnyal

A technikai rendszer fejlődését a VR nemcsak a pénztárak számának csökkentésére használta fel, hanem hely- és pótjegy váltási kötelezettséget vezetett be a távolsági vonatok mindegyikén. Az alacsony népsűrűség, a nagy megálló távolságok miatt a helyi személyvonatok csak mellékvonalakon és Helsinki környékén közlekednek. Ebből következően a „helyi” utazások is távolsági vonatokkal bonyolódtak. Erre való tekintettel az első évben 75 km-es utazási távolság alatt az expresszvonatok (Pikajuna) igénybe vehetők voltak helyjegy nélkül. Ez nem boldogította azokat a „szerencséseket” akik olyan vonalon laktak, ahol többségében InterCity és Pendolino vonatok közlekedtek. Főleg azért, mert a különböző vonatok menettartama között nem tapasztalható jelentős eltérés. E megkülönböztetést egy évvel később eltörölték, így valamennyi távolsági vonaton kötelező lett a belföldi utasoknak a helybiztosítás.
A finn távolsági vonatok népszerűsége nemcsak a tisztaságnak és pontosságnak köszönhető, nem is a sokszor háromnyelvű, teljes körű utastájékoztatásnak. A vasútvállalat igyekezett „betörni” minden olyan piaci résre, ahol versenyképes szolgáltatást képes nyújtani a közúti utazásokkal szemben. Így a kocsik jelentős része tematikus. A legnagyobb népszerűségnek a családi kocsi örvend, ahol a 7 év alatti gyerekek „lekötésére” játszóteret rendeztek be, külön gondolva a csecsemők tisztába tételére. A mozgássérültek közlekedését is megoldották. Az állomási infrastruktúra hiányosságai miatt a távolsági vonatok a liftet is magukkal viszik, így az mindig és mindenhol rendelkezésre áll. Népszerű szolgáltatás a mobiltelefon és laptop használatához a konnektor, illetve asztal. A kutyás kocsiban is sokszor utaznak ebbel. Vélhetően nemcsak Finnországban lenne szükség olyan szakaszokra, ahová pollenszűrőn át érkezik a levegő, így allergiás utasok is tünetmentesen vonatozhatnak.
A fenti „extra” szolgáltatások díjmentesen igénybe vehetők. Ezeket az elég magas vonatjegy árak tartalmazzák. A praktikus kialakítás miatt a tematikus vagonok kapacitása sokszor nem kisebb, mint a hagyományos vagonoké. Külön fizetni csak a személygépkocsi szállításért kell, de több viszonylaton és éjszakai vonaton erre is van lehetőség.
Nemzetközi nyomásra a nemzetközi bérletes utasokkal kivételt tettek az expresszvonatok helyjegyváltási kötelezettsége alól. Tiszavirág életűnek bizonyulhat e „kedvezmény”, mivel az új IC vagonok és Pendolino szerelvények folyamatosan érkeznek, amikre már nekik is meg kell fizetni a távolságtól is függő jelentős hely- és esetleges pótjegyárakat.
Finnországban a motorvonatos közlekedés az elővárosi és Pendolino vonatok kivételével nem volt eddig jellemző. A kis forgalmú mellékvonalakra dízel motorkocsik beszerzését határozták el. E járművek Csehországban készülnek (a széles nyomtávolság, és a szélsőséges időjárási viszonyok miatt egyedi tervezésű és gyártású), és a tervek szerint normál és széles nyomtávolságú üzemmódban is közlekedhetnek.
Az új járművek, a villamosítás miatt csökkenő menettartam (gépcserék elmaradása), az egyre növekvő pályasebességek hatására a távolsági forgalomban évről évre nő a forgalom. A 2003-as évben a vonatok 59,9 millió utast szállítottak. Az InterCity és Pendolino vonatok 11,9 millió utast vittek, ami 2%-os növekedés az előző évihez képest. Még jelentősebben, 6%-kal nőtt a Helsinki környéki elővárosi forgalom, az alig 1 milliós városba 38,4 millió utas utazott ki vagy be. E növekedés itt is az intenzív fejlesztésekre vezethető vissza. Az állomások és a vágányok sorra épülnek át, illetve egyes szakaszon már négyvágányosra bővült a kapacitás. Még az impozáns Helsinki állomás valamennyi peronja is fedelet kapott. Az IC hálózat fejlesztése az expressz és más vonatok forgalmát vetette vissza, 2002-höz képest 1%-kal, így azokkal 9,6 millióan utaztak. E teljesítményével a személyszállítási piacon alig 5%-os a vasút részesedése. Ám ez – a rengeteg az aprófalvas térség, a magyar tanyavilágira hasonlító „gazdaságok” tömegét tekintve – nem feltétlenül rossz eredmény.
A sajátos településszerkezet magyarázza a buszközlekedés viszonylagos fejletlenségét is. A csekély utazási igény és a heti bevásárlásra való alkalmatlansága miatt a buszközlekedés legjelentősebb része az iskolai és hivatásforgalom lebonyolítása szorítkozik munkanapi néhány pár járattal viszonylatonként. Vasárnap pedig szabályosan megáll az élet a vidéki Finnországban.
A vasút és a busztársaságok példás együttműködésére egyedülálló példa, hogy a vasutasok menetrendkönyve szinte valamennyi buszjáratot is tartalmazza.

## Finn vasúti árufuvarozás
A teherszállításban mind a 4,3%-os növekedés, mind a 2003-as 43,5 millió tonna impozáns eredménynek mondható. A 25 millió tonnás belföldi forgalom is jelentősnek mondható nemzetközi összehasonlításban. Ez főként abból ered, hogy a hajón érkező áruk, konténerek viszonylag kényelmesen szállíthatók vasúton is, illetve az országban jelentős méretű a fakitermelés, melynek szállításában nem is annyira a közúti közlekedés, mint inkább a vízi közlekedés egy részterülete, az úsztatás a fő konkurens.
A finn árufuvarozási siker viszonylagosságát mi sem jelzi jobban, minthogy a tonnakilométer- (tkm) eredmények összehasonlításával megállapítható, hogy a forgalom 72%-a bonyolódik közúton, 26%-a vasúton. A statisztikákat elemezve az is látható, hogy a vasúti szállítás a 150 km-nél nagyobb távolságon versenyképes, míg a közúti árumennyiség 60%-a kevesebb mint 50 km-t utazik.

## Nemzetközi kapcsolatok
A nemzetközi személyszállítás 100%-a egyetlen határátkelőn és mindössze napi három pár vonattal bonyolódik Helsinki és Szentpétervár között. E vonatok 255 ezer utast szállítanak évente, vonatonként átlagosan 116 főt. Ez a szám évről évre csökken.
Nem ilyen a helyzet a teherszállításban: évente 17,6 millió tonnát tesz ki a vasúti forgalom a finn–orosz relációban. Ennek jelentős része hajón folytatja tovább az útját. E mennyiség azért ilyen nagy, mert a közúti szállítás még gyerekcipőben jár Oroszországban. A 17,6 millió tonnás mennyiség hatszorta nagyobb, mint Finnország teljes nemzetközi közúti forgalma.
Könnyen belátható, hogy a finnek sajátos földrajzi helyzetük lévén inkább profitálnak abból, hogy vasútjuk kompatibilis az orosszal, mint abból, ha a svéddel lenne az. Svédország irányában ugyanis mindössze egyetlen közös vasúti határátkelőhely van, messze fenn északon, a Botteni-öböl partján. Itt a teherforgalom igen csekély, az áru átrakása, vagy a forgóváz cseréje nagyon megdrágítaná a szállítást, a jelentős szállítási idő növekedésről nem is szólva. A „maradék” 900 ezer tonna áru tehát nagyobb részt nem itt hagyja el az országot, hanem (vasúti) kompon. A finn vasútnak ugyanis vannak  normál nyomtávolságú, vagy arra átszerelhető kocsijai is. Ezek a kocsik néha fel-feltűnnek távoli országok vasúti hálózatán is.
A Botteni-öböl északi részén lévő vasútvonalon jelenleg nem történik személyszállítás. Így az utasok Lulea városból kénytelenek busszal utazni a határvároskába, Haparandába, ahonnan átszállással juthatnak el Kemibe a vonathoz. Haparanda a Tornio folyó partján fekvő városka, melynek finn oldalán van vasút, csak épp a személyforgalom korlátozódik heti két pár vonatra. E vonalon (Kemi–Tornio–Kolari) ugyanis főleg síelni igyekvő belföldi turistákat szállítanak éjszakai vonatokkal.
A InterRail és EURailpass utasok kétféleképpen juthatnak el Finnországba: Stockholmból hajóval (félárú – kb. 10 eurós – jegy váltására jogosultak a kompra), vagy északon busszal, amely járatokon elfogadják a vonatjegyet. Az északi útvonal komplikáltabb, és a menetrendek is csak finn és svéd nyelven érhetők el.

## Vasúti kapcsolata más országokkal
- Svédország - vasúti komppal azonos nyomtávon, vagy közvetlenül eltérő nyomtávolsággal 1524 mm / 1435 mm
- Oroszország - eltérő nyomtáv 1524 mm / 1520 mm, de kompatibilis
- Norvégia - Svédországon keresztül
- Észtország - tervezett, lásd: Rail Baltica és Helsinki–Tallinn-alagút